# SDN48
SDN48 (pour "SaturDay Night 48") est un groupe féminin de J-pop créé en juillet 2009, à l'effectif changeant, composé d'une vingtaine de membres.

## Biographie
Le groupe est créé par le producteur Yasushi Akimoto sur le modèle de son groupe sœur AKB48, mais composé de nouvelles chanteuses majeures à l'image plus sexy, pour donner des concerts pour un public adulte les samedis soir à la place d'AKB48. Au départ, quatre membres d'AKB48 figurent en parallèle dans ce nouveau groupe : Kayo Noro (Team K), Yukari Sato (A), Megumi Ohori (K) et Kazumi Urano (B).
Le groupe se sépare en mars 2012.

## Membres

### Membres actuelles
Génération 1
- Kazue Akita (穐田和恵, Akita Kazue?)
- Megumi Imayoshi (今吉めぐみ, Imayoshi Megumi?)
- Haruka Umeda (梅田悠, Umeda Haruka?)
- Kazumi Urano (浦野一美, Urano Kazumi?)
- Misa Ōkōchi (大河内美紗, Ōkōchi Misa?)
- Megumi Ōhori (大堀恵, Ōhori Megumi?)
- Juri Kaida (甲斐田樹里, Kaida Juri?)
- Mami Katō (加藤雅美, Katō Mami?)
- Masami Kōchi (河内麻沙美, Kōchi Masami?)
- Haruka Kohara (小原春香, Kohara Haruka?)
- Sayaka Kondō (近藤さや香, Kondō Sayaka?)
- Yukari Satō (佐藤由加理, Satō Yukari?)
- Serina (芹那, Serina?)
- Chén Qū (チェン・チュー, Chen Chū?)
- Machiko Tezuka (手束真知子, Tezuka Machiko?)
- Nachu (なちゅ, Nachu?)
- Reiko Nishikunihara (西国原礼子, Nishikunihara Reiko?)
- Kayo Noro (野呂佳代, Noro Kayo?)
- Chisaki Hatakeyama (畠山智妃, Hatakeyama Chisaki?)
- Hiromi Mitsui (三ツ井裕美, Mitsui Hiromi?)

Génération 2
- Yūki Aikawa (相川友希, Aikawa Yūki?)
- Akiko (亜希子, Akiko?)
- Mana Itō (伊東愛, Itō Mana?)
- Aimi Ōyama (大山愛未, Ōyama Aimi?)
- Yūki Kimoto (木本夕貴, Kimoto Yūki?)
- KONAN
- Yui Takahashi (たかはしゆい, Takahashi Yui?)
- Marina Tsuda (津田麻莉奈, Tsuda Marina?)
- Natsuko (奈津子, Natsuko?)
- Akane Fukuda (福田朱子, Fukuda Akane?)
- Yumi Fujikoso (藤社優美, Fujikoso Yumi?)
- Miyū Hosoda (細田海友, Hosoda Miyū?)
- Rumi Matsushima (松島瑠美, Matsushima Rumi?)

Génération 3
- Seara Kōjō (光上せあら, Kōjō Seara?)
- Hitomi Komatani (駒谷仁美, Komatani Hitomi?)
- Saemi Shinahama (尻無浜冴美, Shinahama Saemi?)
- Shiyon (シヨン?)
- Hana Tojima (戸島花, Tojima Hana?)
- Miray

### Ex-membres
- Ayami Nakazato (仲里安也美, Nakazato Ayami?)
- Kana Itō (伊藤花菜, Itō Kana?)
- Sakura Fukuyama (福山咲良, Fukuyama Sakura?)
- Yuka Ninomiya (二宮悠嘉, Ninomiya Yuka?)
- Tomomi Tanisaki (谷咲伴美, Tanisaki Tomomi?)
- Sayo Hayakawa (早川沙世, Hayakawa Sayo?)

## Discographie

### Albums
Album "Best"
Album de scène

### Singles
1. 24 novembre 2010 – GAGAGA
2. 6 avril 2011 – Ai, Chuseyo (愛、チュセヨ?)
3. 17 août 2011 – MIN・MIN・MIN
4. 18 janvier 2012 – Kudokinagara Azabujūban duet with Mino Monta (en duo avec Mino Monta) (説きながら麻布十番 duet with みの もんた?)
5. 7 mars 2012 - Makeoshimi Congratulation (負け惜しみコングラチュレーション?)